# Zenji
Zenji (japanisch 禅師 – „Zen-Meister“) ist ein Ehrentitel, der einem religiösen Menschen und insbesondere einem großen Meister des Zen-Buddhismus verliehen wird, oft posthum.
Bereits in der Nara-Zeit taucht der Begriff Zenji in den ersten Schriften auf. Er beschreibt meist Praktizierende von buddhistischen Ritualen, die nicht von der kaiserlichen Regierung autorisiert oder offiziell ordiniert wurden. Diese Praktizierenden finden sich in der Regel in bergigen Wildnissen, wo sie asketische Praktiken, Meditation und Rezitationen ausüben. Es wurde angenommen, dass die Praktizierenden durch diese Rituale große, aber ambivalente Kräfte erlangten.
Er kann auch jeden Mönch der Dhyāna-Schule bezeichnen. Der erste große Chan-Meister, der diesen Titel offiziell erhielt, soll Yuquan Shenxiu gewesen sein, der Datong Chanshi genannt wurde.
Fußnote

## Weitere Beispiele
- Dōgen Zenji (1200–1253), war ein Lehrer des japanischen Zen-Buddhismus der die Chan-Schule aus dem Kaiserreich China nach Japan übertrug.
- Eisai Zenji (1141–1215), war ein japanischer buddhistischer Priester, der die Rinzai-Schule des Zen-Buddhismus und den Tee von China nach Japan gebracht hat.
- Der postume Ehrentitel von Daikaku Lanxi Daolong (1213–1278) lautet Daikaku Zenji. Er trug wesentlich dazu bei, Zen in Japan als eigenständige Schule zu etablieren.[3]
- Daishūshōtō Zenji, lautet der Ehrentitel von Ryōkei Shōsen (1602–1670), einem buddhistischer Mönch der Frühzeit des Ōbaku-Zen, den er im  Jahr 1669 erhielt.
- Hakuin Zenji (1686–1769), gilt als der Vater der modernen Rinzai-shū.